# Koelpasta

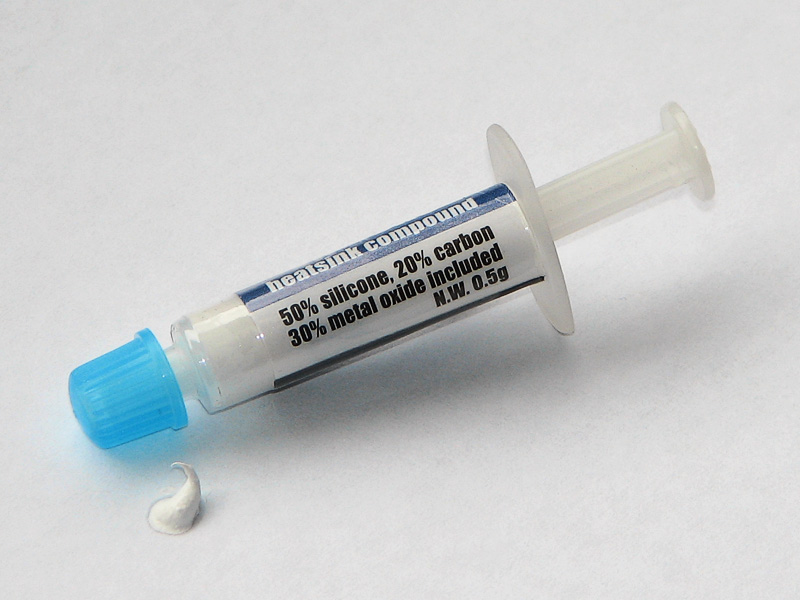
Koelpasta op basis van siliconen

Koelpasta is een stof die de thermische geleidbaarheid tussen twee oppervlakten verhoogt, vooral gebruikt voor de koeling van actieve elektronische componenten. Het is namelijk zeer belangrijk bij bijvoorbeeld computers dat de koeler een goed contact met de processor heeft. Dat wordt bereikt met behulp van zogeheten koelpasta. Geen enkel materiaal heeft een volledig vlak oppervlak, daardoor zit er lucht tussen. Lucht is echter een warmte-isolator. De koelpasta maakt een groter contactoppervlak en zorgt er met name voor dat er zich zo min mogelijk lucht tussen twee oppervlaktes bevindt. De warmteoverdracht wordt hierdoor dus drastisch vergroot.
Koelpasta wordt onder meer gebruikt bij computers tussen de processor en een daarop aangebracht koellichaam. 
Als hoofdbestanddeel van koelpasta wordt onder meer zinkoxide toegepast. Koelpasta's bestaan op basis van:
- Keramiek
- Siliconen
- Metaal
- Koolstof (experimenteel)